# ÁPISZ
Az ÁPISZ (Állami Papír és Írószer Kereskedelmi Vállalat) egy papír-írószer kereskedelemmel foglalkozó magyar cég.
A mozaikszó a közérthez vagy az országosan elterjedt tüzéphez hasonlóan a papír-írószer üzletek szinonimája lett a fővárosban.

## Története
1949-ben alapított „Állami Papír és Írószer Kereskedelmi Vállalat” az ÁPISZ Rt. 1989-ben alakult részvénytársasággá és többszöri tulajdonosváltást követően 2001 márciusában került teljes egészében magántulajdonba, azóta irodaellátással foglalkozik. A Buda-Piért Kft. 1990. július 31-ével vált ki az országos Piért (alapítva: 1949.) vállalatból. 1991. évi privatizációja óta magyar magánszemélyek tulajdonában lévő vállalkozásként működik.
A két cég (ÁPISZ Rt. és Buda-Piért Kft.) 2004 augusztusában került azonos magántulajdonosi csoporthoz, akik elhatározták, hogy a két vállalkozás hagyományaira alapozva, új, a hazai irodaellátásban és a papír- írószer- irodaszer-kereskedelemben meghatározó egységes társasággá vonják össze azokat.
Létrejött az ÁBP Zrt. (Ápisz-Budapiért Zrt.), amely 2004 novemberében tagja lett az Európai Irodaellátók Szövetségének EOSA (European Office Supplies Alliance).
Az ÁPISZ-Budapiért Zrt. (ÁBP Zrt.) tevékenysége során egyaránt végez kiskereskedelmi és nagykereskedelmi értékesítést, a B2B irodaellátási piacon, valamint a közbeszerzési pályázatokon való részvétele növekszik.
Az ÁPISZ Rt. 1999 őszétől fokozatosan megjelent az ország egész területén partnerüzletekkel és 2005-től franchise partnerekkel egyaránt.
2017-től az Ápisz védjegy és logó birtokosa az Ápisz Zrt. lett, így ennek értelmében az Ápisz, az Ápisz Zrt. neve alatt üzemel tovább mint irodaszer és papír-írószer webáruház.